# Johny De Raeve
Johny Jozef Clement De Raeve (Zonhoven, 2 november 1961) is een Belgisch advocaat en politicus voor de Open Vld. 

## Levensloop
De Raeve studeerde in 1984 af aan de Katholieke Universiteit Leuven. Beroepshalve werd hij advocaat aan de balie te Hasselt.
De Raeve werd bij de gemeenteraadsverkiezingen van 1988 verkozen tot gemeenteraadslid van Zonhoven. Hij belandde met zijn partij in de oppositie. Zes jaar later werd hij voor het eerst schepen. Op 1 januari 2008 volgde hij partijgenote Marilou Vanden Poel-Welkenhuysen op als burgemeester., zelf werd hij als schepen opgevolgd door Jef Rutten.  Na  de lokale verkiezingen van 2012 vormde hij een meerderheid met CD&V en de lokale partij Voluit Voor Zonhoven.
Na de gemeenteraadsverkiezingen van oktober 2024 verliet De Raeve de lokale politiek van Zonhoven om plaats te maken voor zijn zoon Wouter De Raeve, die genoeg stemmen had behaald om in aanmerking te komen voor een schepenambt. In december 2024 werd hij als burgemeester opgevolgd door zijn achterneef Bram De Raeve.